# البطولات الأسترالاسية 1910 (كرة مضرب)
هنا قائمة بالبطولات الأسترالاسية لكرة المضرب, المعروفة الآن باسم أستراليا المفتوحة لسنة 1910:

## فردي الرجال
رودني هيث هزم  هوراس رايس 6-4 6-3 6-2